# Green, Green Grass of Home
"Green, Green Grass of Home" er en komposition fra 1964 af Claude "Curly" Putman Jr.
"Green, Green Grass of Home" blev første gang indsunget af Porter Wagoner i 1964 og igen i 1965 af Bobby Bare. Samme år blev den indspillet af Jerry Lee Lewis, men stadig uden den helt store succes. Den kom derimod året efter, da Tom Jones udgav sin version af sangen, som lå på hitlisterne verden over i ugevis.
Ni år senere indspillede Elvis Presley sangen. Det skete den 11. marts 1975 hos RCA i deres Studie C i Hollywood, Californien. Presleys version udkom på LP'en Elvis Today, som kom på gaden i maj 1975. Herudover udkom Elvis' udgave som en single, men kun i England, hvor den lå på hitlisten i syv uger. 
Sangen er blevet en klassiker, der er kopieret et utal af gange og herudover oversat eller gendigtet til alverdens sprog, fx svensk, norsk, portugisisk, tysk, fransk, tjekkisk og serbisk.

## Handlingen i sangen
En mand vender tilbage til sit barndomshjem. Det står klart, at dette er hans første besøg på hjemegnen siden han forlod den i sin pure ungdom.
Da han står af toget, bemærker han det grønne græs. Hans forældre og "Sweet Mary" er mødt frem for at ønske ham velkommen hjem. Sammen med Mary går han ned gennem landsbygaden, og han genkender pejlemærker fra sin barndom, heriblandt det gamle egetræ, som han legede i som barn.
Til slut i sangen vågner manden op til virkelighedens verden, blot få timer før sin henrettelse. Han indser, at gensynet med barndomsbyen kun var en drøm, for "there's a guard and there's a sad old padre" – der er en vagt og en gammel bedrøvet præst – og dem skal han følges med ved daggry. Først herefter vil han gense det grønne, grønne græs derhjemme, når de begraver ham i skyggen af det gamle egetræ.